# 和歌山県道238号紀伊勝浦停車場線
和歌山県道238号紀伊勝浦停車場線（わかやまけんどう238ごう きいかつうらていしゃじょうせん）は、和歌山県東牟婁郡那智勝浦町を通る一般県道である。

## 概要
東牟婁郡那智勝浦町大字築地4丁目から東牟婁郡那智勝浦町大字築地2丁目に至る。
短い道路であるが周りは商店街で賑わっている。JR西日本紀勢本線 紀伊勝浦駅前はバスの往来があり、さらに狭い。

### 路線データ
- 起点：東牟婁郡那智勝浦町大字築地4丁目（JR西日本紀勢本線 紀伊勝浦駅前）
- 終点：東牟婁郡那智勝浦町大字築地2丁目（和歌山県道236号勝浦港湯川線交点）
- 実延長：215 m

## 歴史
- 1959年（昭和34年）5月14日 - 和歌山県が一般県道として紀伊勝浦停車場線を県道として認定する[1]。

## 地理

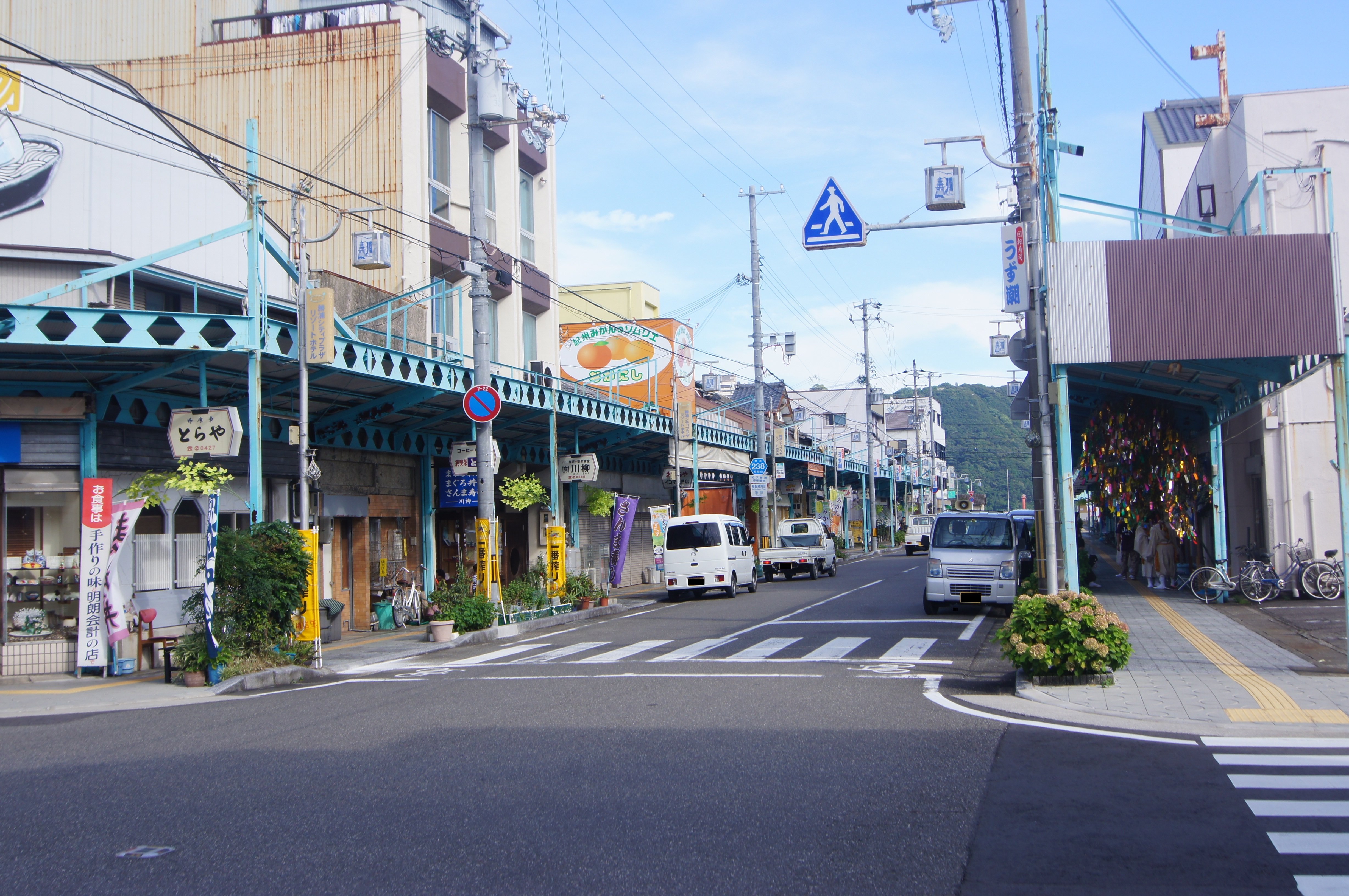
起点付近（JR西日本紀勢本線 紀伊勝浦駅前）

### 通過する自治体
- 東牟婁郡那智勝浦町

### 交差する道路
| 交差する道路                | 交差する場所  | 交差する場所 |
| --------------------------- | ------------- | ------------ |
| 和歌山県道236号勝浦港湯川線 | 大字築地2丁目 | 終点         |

### 沿線
- JR西日本紀勢本線 紀伊勝浦駅
- 熊野交通勝浦駅前出札所
- 勝浦港
- 那智勝浦町役場